# 南漢山城入口駅
南漢山城入口駅（ナムハンサンソンイックえき）は大韓民国京畿道城南市寿井区丹垈洞にある、ソウル交通公社8号線の駅である。駅番号は823。
城南法院・検察庁という副駅名がある。

## 歴史
- 1996年11月23日 - ソウル特別市都市鉄道公社（当時）8号線の丹岱駅として開業。
- 1998年10月1日 - 現駅名に改称。
- 2017年5月31日 - ソウル特別市都市鉄道公社とソウルメトロが統合され、ソウル交通公社の駅となる。

## 駅構造

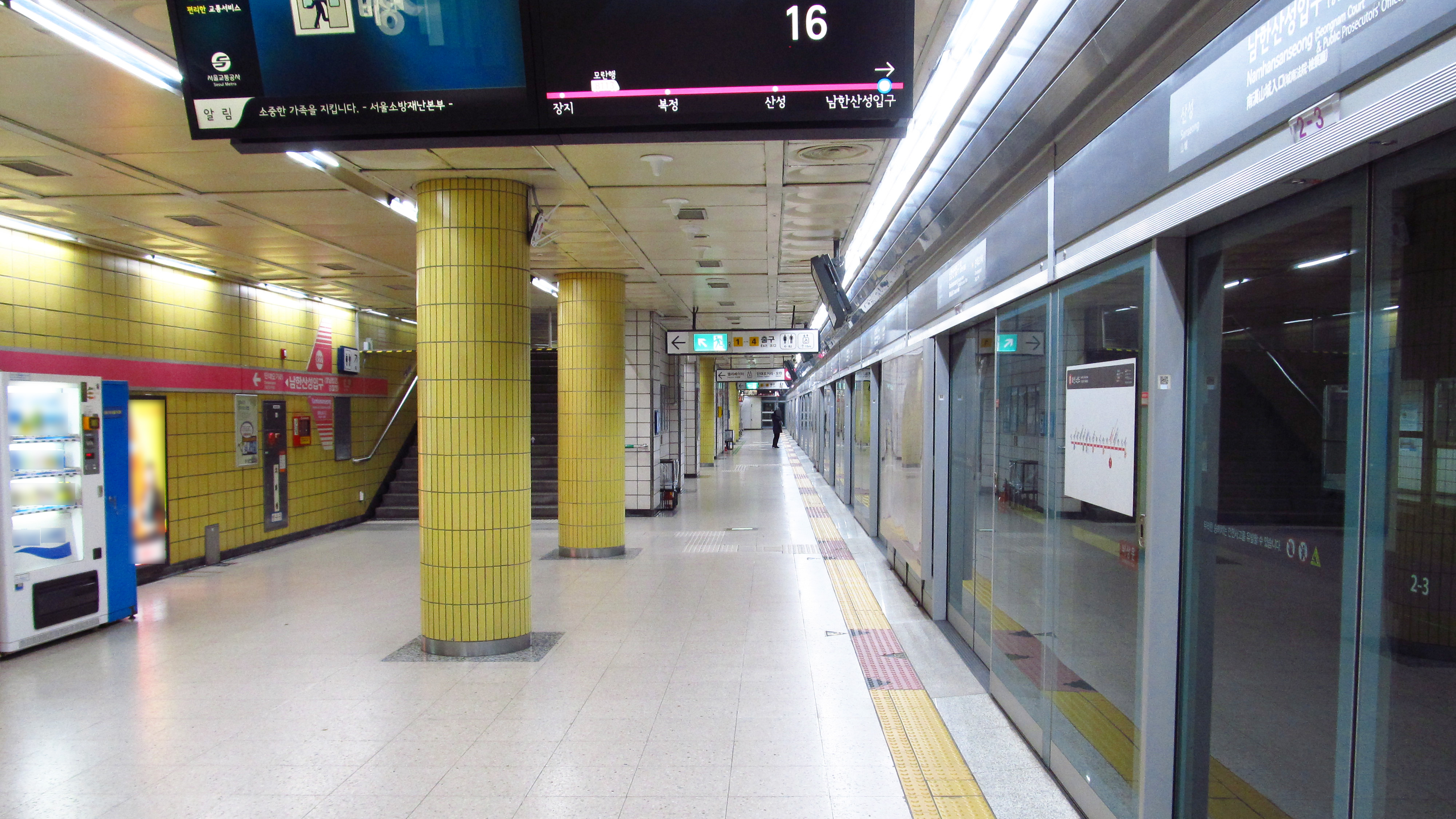
ホーム

相対式ホーム2面2線の地下駅。

### のりば
案内上ののりば番号は設定されていない。 
| 上り | 8号線 | 福井・可楽市場・石村・岩寺・別内方面 |
| 下り | 8号線 | 丹垈オゴリ・新興・寿進・牡丹方面     |

## 利用状況
近年の一日平均利用人員推移は下記の通り。
| 路線  | 路線     | 2000年 | 2001年 | 2002年 | 2003年 | 2004年 | 2005年 | 2006年 | 2007年 | 2008年 | 2009年 | 出典  |
| ----- | -------- | ------ | ------ | ------ | ------ | ------ | ------ | ------ | ------ | ------ | ------ | ----- |
| 8号線 | 乗車人員 | 12,677 | 13,547 | 13,886 | 14,346 | 14,750 | 14,841 | 14,413 | 14,170 | 14,387 | 14,120 | [ 1 ] |
| 8号線 | 降車人員 | 11,078 | 11,800 | 12,330 | 12,729 | 12,943 | 13,146 | 12,846 | 12,738 | 12,874 | 12,587 | [ 1 ] |
| 8号線 | 乗降人員 | 23,755 | 25,347 | 26,216 | 27,075 | 27,693 | 27,987 | 27,260 | 26,908 | 27,261 | 26,707 | [ 1 ] |
| 路線  | 路線     | 2010年 | 2011年 | 2012年 | 2013年 | 2014年 | 2015年 |        |        |        |        | [ 1 ] |
| 8号線 | 乗車人員 | 14,313 | 14,404 | 14,414 | 14,969 | 15,130 | 15,065 |        |        |        |        | [ 1 ] |
| 8号線 | 降車人員 | 12,868 | 13,150 | 13,261 | 13,691 | 13,845 | 13,702 |        |        |        |        | [ 1 ] |
| 8号線 | 乗降人員 | 27,181 | 27,554 | 27,674 | 28,660 | 28,975 | 28,767 |        |        |        |        | [ 1 ] |

## 駅周辺
- 南漢山城公園
- 乙支大学校城南キャンパス
- 新丘大学校（朝鮮語版）
- 城南中央病院
- 水原地方法院城南支院（朝鮮語版）
- 水原地方検察庁城南支庁
- 上院初等学校（朝鮮語版）
- 丹垈初等学校（朝鮮語版）
- 城南東初等学校（朝鮮語版）

## 隣の駅
ソウル交通公社
 8号線
山城駅 (822) - 南漢山城入口駅 (823) - 丹垈オゴリ駅 (824)